# Just Be Good to Green
„Just Be Good To Green” este un cântec al artistului britanic Professor Green de pe albumul său de debut, Alive Till I'm Dead în colaborare cu cântăreața pop Lily Allen. Piesa a fost lansată ca al doilea single de Virgin Records, în Australia, la 25 iunie 2010 și în Marea Britanie, la 11 iulie 2010.